# Ignacio María González
Ignacio María "Nacho" Gonzalez Gatti (Montevideo, 14. svibnja 1982.) bivši je urugvajski nogometaš koji je igrao na poziciji veznog.

## Karijera

### Newcastle United
Dana 1. rujna 2008., Ignacio je otišao na jednogodišnju posudbu u Newcastle United, nakon što ga je u to isto ljeto Valencija dovela iz Danubia.

### Međunarodna karijera
Ignacio je za urugvajsku nacionalnu vrstu debitirao na Anfieldu u porazu od Engleske, 2-1, kao zamjena. Bio je dio momčadi Urugvaja koja na južnoameričkom prvenstvu u Venezueli 2007. završila na 4. mjestu. Svoj prvi pogodak za reprezentaciju postigao je u prijateljskoj utakmici protiv Japana, 20. kolovoza 2008. u Sapporo Domeu.

## Vanjske poveznice
- Statistika karijere Ignacia Marie Gonzaleza  Arhivirana inačica izvorne stranice od 17. rujna 2008. (Wayback Machine) u Soccerbase-u.
- Igračev profil (šp.)
- Profil (fr.)